# Elementos do Grupo 12
Os elementos do grupo 12 (ou 2B) da tabela periódica, de acordo com a numeração recomendada pela IUPAC, são um grupo de elementos químicos da tabela periódica que inclui zinco (Zn), cádmio (Cd) e mercúrio (Hg). Vários experimentos de copernício com átomos individuais (Cn) apoiam a inclusão deste elemento também no grupo 12. De acordo com o antigo sistema de numeração, tanto IUPAC quanto CAS, este grupo era conhecido como IIB. Tanto o zinco como o cádmio e o mercúrio estão presentes na natureza e têm aplicações muito variadas nos campos da electricidade e da electrónica, bem como na formação de ligas. Os dois primeiros, metais sólidos em condições normais, têm propriedades muito semelhantes. O mercúrio, por outro lado, é o único metal líquido à temperatura ambiente. O zinco é de grande importância na bioquímica dos seres vivos, mas o cádmio e o mercúrio são altamente tóxicos. Quanto ao copernício, por não existir naturalmente, deve ser sintetizado em laboratório.